# Tura, Indien
Tura är en stad i den indiska delstaten Meghalaya, och är huvudort för distriktet West Garo Hills. Folkmängden uppgick till 74 858 invånare vid folkräkningen 2011, vilket gör den till delstatens näst största stad.